# Премія Веблена — Коммонса
Премія Веблена — Коммонса — щорічна премія яка вручається Асоціацією еволюційної економіки на знак визнання видатного наукового внеску в галузі еволюційної інституційної економіки.  Це найвища відзнака Асоціації, названа на честь двох ключових творців еволюційно-інституціоналістичної традиції, Торстейна Веблена та Джона Роджерса Коммонса.

## Нагороджені
Премія Веблена-Коммонса присуджується з 1969 року, першим її лауреатом став Аллан Гручі. Інші нагороджені: Гардінер Мінс, Гуннар Мюрдаль, Джон Кеннет Ґелбрейт і Рексфорд Таґвелл.
У 1980-х Дж. Фегг Фостер,  Девід Гамільтон, Гаррі Требінг, Марк Тул і Венделл Гордон були серед переможців.
У 1990-х роках переможцями були Уоллес Петерсон, Роберт Хейлбронер  і Гайман Мінські.
Переможці останніх років включають Енн Мейхью, Едіт Міллер, Ф. Грегорі Хайден, Віллам Даггер, Глен Аткінсон, Вільям Воллер, Джим Піч, Джанет Нодлер і Джеймс К. Гелбрейт.